# Joe Brown (chanteur)
Pour les articles homonymes, voir Joe Brown (homonymie) et Brown.
Joe Brown,né le 13 mai 1941, est un musicien et chanteur britannique qui a également fait carrière à la télévision et participé à des films. Il a collaboré avec plusieurs artistes, notamment son ami Gene Vincent , George Harrison, qu'il a assisté sur deux albums ... Il a été fait Membre de l'Empire britannique en 2009 pour le rôle joué pour la musique de son pays.
Il est le mari de la chanteuse Vicki Brown et le père de Sam Brown.